# FC Dinamo Batumi
Dinamo Batumi je gruzijski nogometni klub iz Batumija. Osnovan je 30. studenoga 1923. godine. Trenutno se natječe u Erovnuli Ligi, u najjačem razredu gruzijskog nogometa. Kroz svoju povijest osvojili su dva gruzijska prvenstva i jedan kup, uz dva superkupa. Domaće utakmice igraju na Adjarabet Areni koja može primiti 20.383 gledatelja.

## Postignuća
- Erovnuli Liga
  - Prvak (2): 2021., 2023.

- Gruzijski nogometni kup
  - Pobjednik (1): 1997./98.

- Gruzijski nogometni superkup
  - Pobjednik (2): 1997./98., 2022.

## Vanjske poveznice
- Službene stranice  Arhivirana inačica izvorne stranice od 30. svibnja 2023. (Wayback Machine)